# 胡安马·洛佩斯
胡安马·洛佩斯·马丁内斯（西班牙語：Juanma López Martinez，1969年9月3日—），西班牙男子足球运动员，司职后卫。他曾代表西班牙国奥队参加1992年夏季奥林匹克运动会足球比赛，获得一枚金牌。